# Nordisk Konversations Leksikon
Nordisk Konversations Leksikon er et danske leksikon, som blev udgivet i 8 bind. Leksikonet blev redigeret af Harald W. Møller. Værket udkom fra 1960 til 1964.

## Udgaver
- Nordisk konversations leksikon. Bind 1 : A - Bengalen[2]

- Nordisk konversations leksikon. Bind 2 : Bengali - Chambertin

- Nordisk konversations leksikon. Bind 3 : Chambéry - Fagrskinna

- Nordisk konversations leksikon. Bind 4 : Fagskoler - Helmholtz

- Nordisk konversations leksikon. Bind 5 : Helms - Købke

- Nordisk konversations leksikon. Bind 6 : Købmand - Perifer

- Nordisk konversations leksikon. Bind 7 : Periferi - Statsret

- Nordisk konversations leksikon. Bind 8 : Statsrevisor - Åsted

- Nordisk konversations leksikon. Bind 9 : Supplement 1966 Bind 9

- Nordisk konversations leksikon. Bind 9 : Supplement 2 1969